# 新宮信用金庫
新宮信用金庫（しんぐうしんようきんこ）は、和歌山県新宮市に本店を置く信用金庫。

## 沿革
- 1922年4月 - 有限責任新宮信用組合として設立
- 1950年11月 - 勝浦信用組合と合併する
- 1951年10月 - 信用金庫法に基づき、新宮信用金庫となる
- 2002年6月 -  紀南信用組合より事業の全部を譲り受ける

## 営業地区
平成23年6月30日現在、営業地区は以下のとおりである。新宮信用金庫ディスクロージャー
| 都道府県 | 市町村   | 市町村     | 地域（無記入のものは全域）                                                                           |
| -------- | -------- | ---------- | --- |
| 和歌山県 | 新宮市   | 新宮市     | |
| 和歌山県 | 田辺市   | 田辺市     | 本宮地区                                                                                             |
| 和歌山県 | 東牟婁郡 | 串本町     | 伊串・上野山・上田原・大島・樫野・ 古座・神野川・佐部・須江・田原・ 津荷・中湊・西向・姫・姫川・古田 |
| 和歌山県 | 東牟婁郡 | 古座川町   | |
| 和歌山県 | 東牟婁郡 | 太地町     | |
| 和歌山県 | 東牟婁郡 | 那智勝浦町 | |
| 和歌山県 | 東牟婁郡 | 北山村     | |
| 奈良県   | 吉野郡   | 十津川村   | |
| 奈良県   | 吉野郡   | 上北山村   | |
| 奈良県   | 吉野郡   | 下北山村   | |
| 三重県   | 松阪市   | 松阪市     | 飯南地区・飯高地区                                                                                   |
| 三重県   | 尾鷲市   |            | |
| 三重県   | 熊野市   |            | |
| 三重県   | 南牟婁郡 | 紀宝町     | |
| 三重県   | 南牟婁郡 | 御浜町     | |
| 三重県   | 北牟婁郡 | 紀北町     | |
| 三重県   | 度会郡   | 玉城町     | |
| 三重県   | 度会郡   | 度会町     | |
| 三重県   | 度会郡   | 大紀町     | 阿曽・打見・永会・大内山・金輪・神原・ 滝原・野添・野原・船木・三瀬川                                |
| 三重県   | 度会郡   | 南伊勢町   | |
| 三重県   | 多気郡   | 明和町     | |
| 三重県   | 多気郡   | 多気町     | |
| 三重県   | 多気郡   | 大台町     | |

## 営業拠点

### 本部
- 本部

和歌山県新宮市大橋通3丁目1-4

### 営業店舗
- 本店営業部（店番号:001）

和歌山県新宮市大橋通3丁目1-4
- 徐福支店（店番号:002）

和歌山県新宮市蓬莱2丁目1-5
- 勝浦支店（店番号:003）

和歌山県東牟婁郡那智勝浦町築地2丁目3-6
- 佐野支店（店番号:004）

和歌山県新宮市佐野1丁目2-21
- 御浜支店（店番号:005）

三重県南牟婁郡御浜町阿田和4265番地
- 熊野支店（店番号:006）

三重県熊野市井戸町385番地の1
- 十津川支店（店番号:008）

奈良県吉野郡十津川村平谷455番地
- 緑ヶ丘支店（店番号:009）

和歌山県新宮市緑ヶ丘1丁目8-35

### 店舗外ATM
- マルイマート出張所

三重県南牟婁郡紀宝町鵜殿1712番地の1
- スーパーセンターオークワ南紀店出張所

和歌山県新宮市佐野3丁目11-19